# Adolph Green
Adolph Green (New York, 2 dicembre 1914 – New York, 23 ottobre 2002) è stato uno sceneggiatore, librettista e commediografo statunitense.

## Biografia
Originario del Bronx di New York, ha lavorato per circa sessant'anni in coppia con Betty Comden, nel duo chiamato appunto Comden & Green. La coppia ha lavorato sia a Hollywood che a New York e ha scritto importanti musical tra gli anni quaranta e cinquanta. Raggiunse in particolare il successo come librettista grazie a On the Town, musical che ha debuttato nel 1944 e la cui musica è di Leonard Bernstein.
Nel 1945 ha firmato un contratto come sceneggiatore per la MGM e si è trasferito con Comden in California.
Tra i loro lavori come sceneggiatori per il cinema vi sono I Barkleys di Broadway (1949), Un giorno a New York (1949), Spettacolo di varietà (1953), È sempre bel tempo (1955), Cantando sotto la pioggia (1952), La signora mia zia (1958) e Susanna agenzia squillo (1960). Hanno scritto i testi dei musical Wonderful Town (1953), Peter Pan (1954), Say, Darling (1958), Do Re Mi (1960), Hallelujah, Baby! (1967) e altri.
Nel 1980 è stato inserito nella Songwriters Hall of Fame nel 1981 nella American Theater Hall of Fame.
Nel 1989 appare nell'operetta Candide.
Nel 1991 ha ricevuto il Premio Kennedy condiviso con Adolph Green. Nel corso della sua carriera ha vinto sette volte il Tony Award. Per due volte (1954 e 1956) ha ricevuto la nomination all'Oscar alla migliore sceneggiatura originale.
Come attore per il cinema compare tra l'altro nei film Simon (1980), L'ospite d'onore (1982) e Voglio tornare a casa! (1989).
È stato sposato con la cantante e attrice Phyllis Newman, da cui ha avuto due figli, entrambi artisti: Adam e Amanda Green (1965).

## Filmografia
- È sempre bel tempo (It's Always Fair Weather), regia di Stanley Donen e Gene Kelly - soggetto e sceneggiatura (1955)
- Spettacolo di varietà (The Band Wagon), regia di Vincente Minnelli (1953)
- Susanna agenzia squillo (Bells Are Ringing), regia di Vincente Minnelli (1960)
- Voglio tornare a casa! (I Want to Go Home), regia di Alain Resnais (1989)